# Zimbabve
Zimbábve, uradno Repúblika Zimbábve, je celinska država v južnem delu afriške celine, med Viktorijinimi slapovi, reko Zambezi in reko Limpopo. Na jugu meji na Južno Afriko, na zahodu na Bocvano, na severu na Zambijo, ter na vzhodu na Mozambik. Glavno in največje mesto je Harare, drugo največje pa Bulawayo.
Zimbabve, država s približno 16,6 milijona prebivalcev po popisu prebivalstva iz leta 2024, ima največjo etnično skupino Šona, ki predstavlja 80 % prebivalstva, sledijo jim severni Ndebele in druge manjše manjšine. Zimbabve ima 16 uradnih jezikov, najpogostejši so angleščina, šona in ndebele. Zimbabve je član Združenih narodov, Južnoafriške skupnosti za razvoj, Afriške unije in Skupnega trga za vzhodno in južno Afriko.
Regijo so dolgo naseljevali Sani, pred približno 2000 leti pa so jo naselili Bantujci. V 11. stoletju so Šoni zgradili mesto Veliki Zimbabve, ki je do 13. stoletja postalo eno glavnih afriških trgovskih središč. Od tam je bilo ustanovljeno Kraljevina Zimbabve, sledili pa sta mu imperija Mutapa in Rozvi. Britanska južnoafriška družba Cecila Rhodesa je leta 1890 razmejila regijo Rodezija, ko je osvojila Mashonaland in kasneje leta 1893 Matabeleland po prvi vojni Matabele. Vladavina družbe se je končala leta 1923 z ustanovitvijo Južne Rodezije kot samoupravne britanske kolonije. Leta 1965 je vlada bele manjšine enostransko razglasila neodvisnost kot Rodezija. Država je prestala mednarodno izolacijo in 15-letno gverilsko vojno s črnimi nacionalističnimi silami; to je doseglo vrhunec z mirovnim sporazumom, ki je aprila 1980 vzpostavil de iure suverenost kot Zimbabve.
Robert Mugabe je postal premier Zimbabveja leta 1980, ko je njegova stranka ZANU–PF zmagala na splošnih volitvah po koncu vladavine bele manjšine in od takrat ostaja prevladujoča stranka v državi. Bil je predsednik Zimbabveja od leta 1987, potem ko je prvotni parlamentarni sistem države spremenil v predsedniškega, vse do svojega odstopa leta 2017. Pod Mugabejevim avtoritarnim režimom je v državi prevladoval državni varnostni aparat, ki je bil odgovoren za razširjene kršitve človekovih pravic, kar je bilo deležno svetovne obsodbe. Med letoma 1997 in 2008 je gospodarstvo doživljalo stalen upad (v poznejših letih pa hiperinflacijo), čeprav je od takrat doživelo hitro rast, potem ko je bila dovoljena uporaba drugih valut kot zimbabvejskega dolarja. Leta 2017 je po več kot letu dni protestov proti njegovi vladi in hitro upadajočemu gospodarstvu Zimbabveja prišlo do državnega udara, ki je povzročil Mugabejev odstop. Emmerson Mnangagwa je od takrat predsednik Zimbabveja.

## Etimologija
Ime Zimbabve izhaja iz izraza Shona za Veliki Zimbabve, srednjeveško mesto (Masvingo) na jugovzhodu države. Dve različni teoriji obravnavata izvor besede. Številni viri trdijo, da Zimbabve izhaja iz dzimba-dza-mabwe, prevedeno iz narečja karanga v Šoni kot 'hiše iz kamnov' (dzimba = množina imba, 'hiša'; mabwe = množina ibwe, 'kamen'). Ljudstvo Šona, ki govori karango, živi okoli Velikega Zimbabveja v današnji provinci Masvingo. Arheolog Peter Garlake trdi, da Zimbabve predstavlja skrčeno obliko dzimba-hwe, kar pomeni 'čaščene hiše' v narečju Zezuru v šoni in se običajno nanaša na hiše ali grobove poglavarjev.
Zimbabve je bil prej znan kot Južna Rodezija (1898), Rodezija (1965) in Zimbabve Rodezija (1979). Prva zabeležena uporaba imena »Zimbabve« kot nacionalnega izraza sega v leto 1960 kot skovanka črnega nacionalista Michaela Maweme, čigar Zimbabvejska nacionalna stranka je leta 1961 postala prva, ki je uradno uporabila ime. Izraz »Rodezija« – izpeljan iz priimka Cecila Rhodesa, glavnega pobudnika britanske kolonizacije ozemlja – so afriški nacionalisti zaradi njegovega kolonialnega izvora in konotacij dojemali kot neprimernega.
Po Maweminih besedah so se črni nacionalisti leta 1960 sestali, da bi izbrali alternativno ime za državo, pri čemer so predlagali imena, kot sta »Matshobana« in »Monomotapa«, preden je prevladal njegov predlog »Zimbabve«. Sprva ni bilo jasno, kako naj bi se izbrani izraz uporabljal – pismo, ki ga je Mawema napisal leta 1961, se nanaša na »Zimbabveland« – vendar se je »Zimbabve« do leta 1962 dovolj uveljavil, da je postal splošno priljubljen izraz črnskega nacionalističnega gibanja. Tako kot v mnogih afriških državah, ki so se osamosvojile med hladno vojno, je tudi Zimbabve etnično nevtralno ime. Vprašljivo je, v kolikšni meri lahko Zimbabve, ki ga več kot 80 % homogeno prebiva ljudstvo Šona in v katerem na različne načine prevladujejo, opišemo kot nacionalno državo. Ustava priznava 16 jezikov, vendar na nacionalni ravni vključuje le dva, šono in angleščino. Šona se v šolah pogosto poučuje, za razliko od jezika Ndebele. Zimbabve poleg tega nikoli ni imel nešonskega voditelja države.

## Zgodovina
Bantujska ljudstva so se naselila na ozemlju Zimbabveja že pred 2000 leti.

### Predkolonialna doba
Arheološki zapisi datirajo arhaično človeško naselitev današnjega Zimbabveja v obdobje pred vsaj 500.000 leti. Najzgodnejši znani prebivalci Zimbabveja so bili najverjetneje ljudstvo San, ki je za seboj pustilo zapuščino puščičnih konic in jamskih poslikav. Pred približno 2000 leti so med širitvijo Bantujcev prispeli prvi kmetje, ki so govorili bantujsko.
Družbe, ki so govorile proto-šonske jezike, so se prvič pojavile v srednji dolini reke Limpopo v 9. stoletju, preden so se preselile v zimbabvejsko višavje. Zimbabvejska planota je postala središče naslednjih držav Šonov, začenši okoli 10. stoletja. Okoli začetka 10. stoletja se je razvila trgovina z arabskimi trgovci na obali Indijskega oceana, kar je v 13. stoletju pripomoglo k razvoju kraljestva Mapungubwe. To je bil predhodnik civilizacij Šonov, ki so prevladovale v regiji od 13. stoletja, kar dokazujejo ruševine v Velikem Zimbabveju blizu Masvinga in druga manjša najdišča. Glavno arheološko najdišče je uporabljalo edinstveno suhozidno arhitekturo. Kraljevina Mapungubwe je bila prva v vrsti trgovskih držav, ki so se razvile v Zimbabveju, ko so iz Portugalske prispeli prvi evropski raziskovalci. Te države so menjale zlato, slonovino in baker za tkanine in steklo.
Do leta 1300 je Kraljevina Zimbabve zasenčila Mapungubwe. Ta država Šonov je še izpopolnila in razširila kamnito arhitekturo Mapungubweja. Od približno 1450 do 1760 je Kraljevina Mutapa vladala večjemu delu območja današnjega Zimbabveja in delom osrednjega Mozambika. Znana je pod številnimi imeni, vključno kot Mutapovsko cesarstvo, znanim tudi kot Mwene Mutapa ali Monomotapa, pa tudi kot Munhumutapa, in je bila znana po svojih strateških trgovskih poteh z Arabci in Portugalsko. Portugalci so si prizadevali monopolizirati ta vpliv in začeli vrsto vojn, ki so v začetku 17. stoletja imperij skoraj pripeljale do propada.
Kot neposreden odgovor na povečano evropsko prisotnost v notranjosti je nastala nova država Šonov, znana kot imperij Rozwi. Rozwi (kar pomeni 'uničevalci') so se leta 1683, opirajoč se na stoletja vojaškega, političnega in verskega razvoja, izgnali Portugalce iz Zimbabvejske planote. Okoli leta 1821 se je zulujski general Mzilikazi iz klana Khumalo uspešno uprl kralju Shaki in ustanovil svoj klan, Ndebeli. Ndebeli so se prebili proti severu v Transvaal, za seboj pustili sled uničenja in začeli obdobje obsežnega opustošenja, znano kot Mfecane. Ko so se leta 1836 nizozemski trekburji zbrali v Transvaalu, so pleme s pomočjo bojevnikov Tswana Barolong in komandosov Griqua pregnali še dlje proti severu. Do leta 1838 so Ndebeli osvojili imperij Rozwi skupaj z drugimi manjšimi državami Šonov in jih podredili vazalstvu.
Potem ko sta leta 1840 izgubila preostala južnoafriška ozemlja, sta se Mzilikazi in njegovo pleme trajno naselila na jugozahodu današnjega Zimbabveja v območju, ki je postalo znano kot Matabeleland, in za svojo prestolnico ustanovila Bulawayo. Mzilikazi je nato svojo družbo organiziral v vojaški sistem s polkovnimi kraali, podobnimi tistim v Shaki, ki je bil dovolj stabilen, da je odbil nadaljnje vpade Burov. Mzilikazi je umrl leta 1868; po nasilnem boju za oblast ga je nasledil njegov sin Lobengula.

### Kolonialna doba in Rodezija (1888–1964)
V začetku 19. stoletja je, po dveh stoletjih miru in razcveta, kot posledica nemirov v Transvaalu in Natalu začelo prodirati na to območje ljudstvo Ndebele pod vodstvom Moselekatseja, ki je povzročilo razpad kraljestva. Njegov sin Lobungula je leta 1888 podpisal dogovor z Angleži, na osnovi katerega je Britanska južnoafriška družba (BSAC) dobila koncesijo za izkoriščanje rudnih bogastev. Leta 1895 so jo poimenovali po upravniku te družbe Cecilu Rhodesu kot Rodezija. 
Po uporu Ndebelov in Šonov (prva Chimurenga) je britanska vlada prevzela nadzor nad vojaškim oddelkom BSAC. Leta 1922 je prišlo do referenduma, na katerem se je del belcev izjasnil za samostojnost, del za priključitev k Južnoafriški uniji, medtem ko večinsko črnsko prebivalstvo ni imelo pravice do glasovanja. Leto kasneje je Združeno kraljevstvo razglasilo Južno Rodezijo za samoupravno kolonijo, leta 1953 pa jo je združilo s Severno Rodezijo in Njaso v Federacijo Rodezije in Njase. Leta 1960 je bilo ustanovljeno gibanje Zveza afriškega ljudstva Zimbabveja – ZAPU pod vodstvom Joshue Nkoma, kmalu zatem pa še Afriška narodna zveza Zimbabveja – ZANU s kasnejšim vodjem Robertom Mugabejem. 
Po ločitvi federacije leta 1963 je belska uprava zahtevala neodvisnost. Združeno kraljevstvo jo je zavrnilo s politiko NIBMAR, to je ni neodvisnosti brez demokratične prenove – vladavine večinskega dela prebivalcev (No Independence Before Majority African Rule). Posledica tega je neodvisnost, ki jo je enostransko razglasil ministrski predsednik Rodezije Ian Smith dne 11. novembra 1965. Proti koncu 1960-ih se je upor proti belcem stopnjeval. S končanjem bele vladavine v Mozambiku leta 1975 so gverilske akcije sprožile grmičarsko vojno (drugo Chimurengo). Belski režim se je začel pogajati z uporniki iz ZANU in ZAPU. Pogajanja so privedla do Londonske konference (1979 – 1980), na kateri so Angleži določili čezmorskega guvernerja, da je razorožil gverilo, izvedel volitve in zagotovil neodvisnost koalicijski vladi Joshua Nkome. Na svobodnih volitvah februarja 1980 je zmagal Robert Mugabe, vodja ZANU. Dne 17. aprila 1980 je bila priznana kot neodvisna država Zimbabve.

## Geografija
Zimbabve je celinska država v južni Afriki, ki leži med 15° in 23° južne zemljepisne širine ter 25° in 34° vzhodne zemljepisne dolžine. Na jugu meji na Južno Afriko, na zahodu in jugozahodu na Bocvano, na severozahodu na Zambijo in na vzhodu in severovzhodu na Mozambik. Njen severozahodni rob je približno 150 metrov oddaljen od Namibije in skoraj tvori štiridržavni kvadripoint. Večina države je dvignjena in jo sestavlja osrednja planota (visoki veld), ki se razteza od jugozahoda proti severu z nadmorsko višino med 1000 in 1600 m. Skrajni vzhod države je gorat, to območje je znano kot Vzhodno višavje, z najvišjo točko gore Nyangani z 2592 m.
Višavje je znano po svojem naravnem okolju s turističnimi destinacijami, kot so Nyanga, Troutbeck, Chimanimani, Vumba in gozd Chirinda na gori Selinda. Približno 20 % države sestavljajo nižinska območja (nizki veld) pod 900 m. Viktorijini slapovi, eden največjih in najbolj spektakularnih slapov na svetu, so na skrajnem severozahodu države in so del reke Zambezi.

### Geologija
Skozi geološki čas je Zimbabve doživel dva večja post-gondvanska erozijska cikla (znana kot afriški in post-afriški) ter zelo podrejen plio-pleistocenski cikel.
Geologija Zimbabveja je osredotočena na Zimbabvejski kraton, jedro arhejske podlage, ki jo sestavljajo predvsem granitoidi, skrilavci in gnajsi. Vključuje tudi zelenkast pas, ki ga sestavljajo mafični, ultramafični in felzični vulkaniti, povezani z epiklastičnimi sedimenti in železovimi formacijami. Kraton na severu, severozahodu in vzhodu prekrivajo proterozojski in fanerozojski sedimentni bazeni, medtem ko so na severozahodu kamnine superskupine Magondi. Severno je Zambezijski pas, na vzhodu pa Mozambiški pas. Južno od Zimbabvejskega kratona je kraton Kaapvaal, ki ga ločuje Limpopo Mobile Belt, območje deformacij in metamorfizma, ki odraža geološke dogodke od arheja do mezoproterozoika. Zimbabvejski kraton prebija podolgovat ultramafični/mafični magmatski kompleks (intruzija), znan kot Veliki dajk, ki se razteza več kot 500 km vzdolž tektonskega jarka, usmerjenega v smeri JJZ/SV. Sestavljen je iz peridotitov, piroksenitov, noritov in pasov kromitita.

### Podnebje
Zimbabve ima subtropsko podnebje s številnimi lokalnimi različicami. Južna območja so znana po vročini in sušnosti, medtem ko deli osrednje planote pozimi zmrzujejo. Dolina reke Zambezi je znana po ekstremni vročini, vzhodno višavje pa običajno doživlja hladne temperature in največ padavin v državi. Deževna sezona v državi običajno traja od konca oktobra do marca, vroče podnebje pa blaži naraščajoča nadmorska višina. Zimbabve se sooča s ponavljajočimi se sušami. Leta 2019 je zaradi suše poginilo najmanj 55 slonov. Hude nevihte so redke.

### Biotska raznovrstnost
Zimbabve vsebuje sedem kopenskih ekoregij: kalaharske akacijevo-baikiaea gozdove, južnoafriško grmičevje, južne miombo gozdove, zambezijske baikiaea gozdove, zambezijske in mopane gozdove, zambezijske halofitske rastline in vzhodnozimbabvejski gorski gozdno-travniški mozaik v Vzhodnem višavju.
Država je večinoma savana, čeprav vlažno in gorato Vzhodno višavje podpira območja tropskih zimzelenih in listnatih gozdov. Drevesa, ki jih najdemo v vzhodnem višavju so tikovec, mahagonij (Swietenia), ogromne primerke figovcev, Newtonia buchananii, Celtis africana, Senegalia nigrescens in mnoga druga.
V nižje ležečih delih države so v izobilju Vachellia xanthophloea (mrzlično drevo), mopane, combretum in Adansonia. Velik del države pokrivajo miombo gozdovi, v katerih prevladujejo vrste Brachystegia in druge. Med številnimi cvetlicami in grmičevjem so hibiskus, razne lilije rodu Gloriosa, levji rep (leonotis), indijski nagnoj (Cassia fistula), drevesna glicinija (Wisteria) in Dombeya. 
V Zimbabveju živi približno 350 vrst sesalcev. Prav tako je veliko kač in kuščarjev, več kot 500 vrst ptic in 131 vrst rib.
Veliki deli Zimbabveja so bili nekoč prekriti z gozdovi s prostoživečimi živalmi. Krčenje gozdov in krivolov sta zmanjšala njihovo količino. Degradacija gozdov in krčenje gozdov zaradi rasti prebivalstva, širjenja mest in njihove uporabe za gorivo sta velika problema in sta povzročila erozijo, ki zmanjšuje količino rodovitne zemlje. Lokalne kmete okoljevarstveniki kritizirajo, ker sežigajo vegetacijo za ogrevanje svojih tobačnih skednjev.

## Upravna delitev
Zimbabve ima centralizirano vlado in je zaradi upravnih namenov razdeljen na osem provinc in dve mesti s statusom province. Vsaka provinca ima glavno mesto province, od koder se običajno izvaja vladna uprava.[2]
| Provinca            | Sedež            |
| ------------------- | ---------------- |
| Bulawayo            | Bulawayo         |
| Harare              | Harare           |
| Manicaland          | Mutare           |
| Mashonaland Central | Bindura          |
| Mashonaland East    | Marondera        |
| Mashonaland West    | Chinhoyi         |
| Masvingo            | Masvingo (mesto) |
| Matabeleland North  | Lupane           |
| Matabeleland South  | Gwanda           |
| Midlands            | Gweru            |

Imena večine provinc so nastala iz delitve Mashonalanda in Matabelelanda v času kolonizacije: Mashonaland je bilo ozemlje, ki ga je najprej zasedla Britanska južnoafriška družba Pioneer Column, Matabeleland pa ozemlje, osvojeno med prvo vojno Matabele. To približno ustreza predkolonialnemu ozemlju ljudstev Šona in Matabele, čeprav so v večini provinc pomembne etnične manjšine. Vsako provinco vodi provincialni guverner, ki ga imenuje predsednik. Pokrajinsko vlado vodi provincialni upravitelj, ki ga imenuje Komisija za javne službe. Druge vladne funkcije na pokrajinski ravni opravljajo pokrajinski uradi nacionalnih vladnih oddelkov.
Pokrajine so razdeljene na 59 okrožij in 1200 okrajev (včasih imenovanih občine). Vsako okrožje vodi okrožni upravitelj, ki ga imenuje Komisija za javne službe. Obstaja tudi Svet podeželskega okrožja, ki imenuje glavnega izvršnega direktorja. Svet podeželskega okrožja sestavljajo izvoljeni svetniki okraja, upravitelj okrožja in en predstavnik poglavarjev (tradicionalnih voditeljev, imenovanih po običajnem pravu) v okrožju. Druge vladne funkcije na ravni okrožja opravljajo okrožni uradi nacionalnih vladnih oddelkov.
Na ravni okraja obstaja Odbor za razvoj okraja, ki ga sestavljajo izvoljeni svetniki okraja, vodje okrajev (tradicionalni voditelji, podrejeni poglavarjem) in predstavniki odborov za razvoj vasi. Okrožja so razdeljena na vasi, od katerih ima vsaka izvoljeni Odbor za razvoj vasi in poglavarja (tradicionalni voditelj, podrejen vodji okrajev).

## Gospodarstvo
Glavni izvozni izdelki Zimbabveja so minerali, zlato in kmetijstvo. Zimbabve prečkata dve transafriški avtomobilski poti: cesta Kairo-Cape Town in cesta Beira-Lobito. Zimbabve je največji trgovinski partner Južne Afrike na celini. Davki in tarife so za zasebna podjetja visoki, medtem ko so državna podjetja močno subvencionirana. Državna regulacija je za podjetja draga; ustanovitev ali zaprtje podjetja je počasno in drago. Tudi turizem ima ključno vlogo v gospodarstvu, vendar v zadnjih letih propada. Zimbabvejska projektna skupina za ohranjanje narave je junija 2007 objavila poročilo, v katerem je ocenila, da je od leta 2000 zaradi krivolova in krčenja gozdov poginilo 60 % zimbabvejskih prostoživečih živali. Poročilo opozarja, da je izguba življenj v kombinaciji s široko razširjenim krčenjem gozdov potencialno katastrofalna za turistično industrijo. Sektor informacijske in komunikacijske tehnologije hitro raste. Poročilo podjetja za mobilne spletne brskalnike Opera iz leta 2011 je Zimbabve uvrstilo na prvo mesto med najhitreje rastočimi trgi v Afriki.
Od januarja 2002 je vlada zamrznila svoje kreditne linije pri mednarodnih finančnih institucijah z ameriško zakonodajo, imenovano Zakon o demokraciji in gospodarskem okrevanju Zimbabveja iz leta 2001 (ZDERA). Oddelek 4C naroča ministru za finance, naj mednarodnim finančnim institucijam naroči, naj zavrnejo odobritev posojil in kreditov zimbabvejski vladi. Po navedbah Združenih držav Amerike so te sankcije usmerjene le na sedem specifičnih podjetij, ki so v lasti ali pod nadzorom vladnih uradnikov in ne navadnih državljanov.
Zimbabve je v 1980-ih (5-odstotna rast BDP na leto) in 1990-ih  (4,3-odstotna rast BDP na leto) ohranil pozitivno gospodarsko rast. Gospodarstvo je od leta 2000 upadlo: 5-odstotni upad leta 2000, 8-odstotni leta 2001, 12-odstotni leta 2002 in 18-odstotni leta 2003. Vpletenost Zimbabveja v vojno v Vzhodnem Kongu med letoma 1998 in 2002 je iz gospodarstva izčrpala stotine milijonov dolarjev. Med letoma 1999 in 2009 je Zimbabve zabeležil najnižjo gospodarsko rast doslej, saj se je letno BDP zmanjšal za 6,1 %. Spirala upada gospodarstva se pripisuje predvsem slabemu upravljanju in korupciji s strani vlade ter izselitvi več kot 4000 belih kmetov v kontroverznih zaplembah zemlje leta 2000. Zimbabvejska vlada in njeni podporniki potrjujejo, da je gospodarstvo sabotirala zahodna politika maščevanja za izgon njihovih sorodnikov. Do leta 2005 se je kupna moč povprečnega Zimbabvejca realno znižala na enako raven kot leta 1953. Leta 2005 je vlada pod vodstvom guvernerja centralne banke Gideona Gona začela ponujati možnosti za vrnitev belih kmetov. V državi jih je ostalo še od 400 do 500, vendar večina zasežene zemlje ni bila več produktivna. Do leta 2016 je od prvotnih 4500 kmetij v lasti belih kmetov ostalo približno 300. Kmetije, ki so odšle, so bile bodisi preveč oddaljene bodisi so njihovi lastniki plačali za zaščito ali sodelovali z režimom. Januarja 2007 je vlada nekaterim belim kmetom izdala dolgoročne najemne pogodbe. Hkrati pa je vlada še naprej zahtevala, da vsi preostali beli kmetje, ki so prej prejeli obvestila o izselitvi, zapustijo zemljišče ali pa tvegajo aretacijo. Mugabe je kot vzrok za propad zimbabvejskega gospodarstva izpostavil tuje vlade in domnevno 'sabotažo', pa tudi 80-odstotno formalno stopnjo brezposelnosti v državi.
Inflacija se je po podatkih Centralnega statističnega urada z letne stopnje 32 % leta 1998 povečala na ocenjenih 11.200.000 % avgusta 2008. To je predstavljalo stanje hiperinflacije, zato je centralna banka uvedla nov bankovec za 100 bilijonov dolarjev. Januarja 2009 je vršilec dolžnosti finančnega ministra Patrick Chinamasa v prizadevanju, da bi preprečil nekontrolirano inflacijo, napovedal, da bodo Zimbabvejci lahko poleg zimbabvejskega dolarja za poslovanje uporabljali tudi druge, stabilnejše valute. V prizadevanju za boj proti inflaciji in spodbujanje gospodarske rasti je bil zimbabvejski dolar aprila 2009 za nedoločen čas začasno ukinjen. Leta 2016 je Zimbabve dovolil trgovanje z ameriškim dolarjem in različnimi drugimi valutami, kot so rand (Južna Afrika), pula (Bocvana), evro in britanski funt (Združeno kraljestvo). Februarja 2019 je guverner Rezervne banke Zimbabveja John Mangudya uvedel novo lokalno valuto, dolar bruto poravnave v realnem času, da bi rešil nekatere zimbabvejske gospodarske in finančne izzive.
Po oblikovanju vlade enotnosti in sprejetju več valut namesto zimbabvejskega dolarja leta 2009 si je zimbabvejsko gospodarstvo opomoglo. BDP se je med letoma 2009 in 2012 povečeval za 8–9 % na leto. Novembra 2010 je Mednarodni denarni sklad opisal zimbabvejsko gospodarstvo kot »zaključek drugega leta živahne gospodarske rasti«. Vseafriška investicijska banka IMARA je februarja 2011 objavila ugodno poročilo o naložbenih možnostih v Zimbabveju, v katerem je navedla izboljšano prihodkovno osnovo in višje davčne prihodke. Januarja 2013 je finančno ministrstvo poročalo, da imajo v svoji blagajni le 217 dolarjev in da bodo zaprosili za donacije za financiranje prihajajočih volitev. Do leta 2014 si je Zimbabve opomogel na raven iz devetdesetih let prejšnjega stoletja, vendar je rast med letoma 2012 in 2016 upadla. Inflacija je bila leta 2018 42 %; junija 2019 je stopnja inflacije dosegla 175 %, kar je povzročilo množične nemire po vsej državi.

### Minerali
Rudarski sektor je donosen, saj nekatere največje svetovne rezerve platine izkopavajo podjetja Anglo American plc, Zimplats in Impala Platinum. Zimplats, največje podjetje za platino v državi, je nadaljevalo s širitvami v vrednosti 500 milijonov ameriških dolarjev in nadaljuje tudi ločen projekt v vrednosti 2 milijardi ameriških dolarjev, kljub grožnjam Mugabeja, da bo podjetje nacionaliziral.
Diamantna polja Marange, odkrita leta 2006, veljajo za največje najdišče diamantov v več kot stoletju. Imajo potencial, da znatno izboljšajo fiskalni položaj države, vendar so skoraj vsi prihodki s polja izginili v žepe vojaških častnikov in politikov ZANU-PF. Kar zadeva proizvedene karate, je polje Marange eden največjih projektov za proizvodnjo diamantov na svetu, saj je bilo leta 2014 ocenjenih na 12 milijonov karatov v vrednosti več kot 350 milijonov dolarjev.
Oktobra 2014 je bila družba Metallon Corporation največji rudar zlata v Zimbabveju. Leta 2015 je Zimbabve proizvedel 20 metričnih ton zlata.

### Turizem
Od programa zemljiške reforme leta 2000 se turizem v Zimbabveju vztrajno zmanjšuje. Leta 2018 je turizem dosegel vrhunec z 2,6 milijona turistov. Leta 2016 je skupni prispevek turizma k Zimbabveju znašal 1,1 milijarde dolarjev (USD) oziroma približno 8,1 % BDP Zimbabveja. Zaposlenost v potovanjih in turizmu ter v panogah, ki jih potovanja in turizem posredno podpirajo, je predstavljala 5,2 % nacionalne zaposlenosti.
Med letoma 2000 in 2007 se je iz Zimbabveja umaknilo več letalskih družb. Avstralski Qantas, nemška Lufthansa in Austrian Airlines so bili med prvimi, ki so se umaknili, leta 2007 pa je British Airways prekinil vse neposredne lete v Harare. Vodilni letalski prevoznik države, Air Zimbabwe, ki je opravljal lete po vsej Afriki in nekaj destinacij v Evropi in Aziji, je februarja 2012 prenehal z delovanjem. Od leta 2017 je več večjih komercialnih letalskih prevoznikov ponovno vzpostavilo lete v Zimbabve.
Zimbabve ima več glavnih turističnih znamenitosti. Viktorijini slapovi na Zambeziju, ki si jih deli z Zambijo, so na severozahodu Zimbabveja. Viktorijini slapovi veljajo za največji slap na svetu. Pred gospodarskimi spremembami je velik del turizma na teh lokacijah prihajal na zimbabvejsko stran, zdaj pa je glavni upravičenec Zambija. Na tem območju je tudi narodni park Viktorijini slapovi, ki je eden od osmih glavnih narodnih parkov v Zimbabveju, največji med njimi je narodni park Hwange. Zajezitveno jezero Kariba, še ena turistična destinacija, je največji rezervoar na svetu.
Vzhodno višavje je vrsta gorskih območij blizu meje z Mozambikom. Najvišji vrh Zimbabveja, gora Nyangani z 2593 m, je tam, pa tudi gorovje Bvumba in narodni park Nyanga. V teh gorah je razgledna točka World's View, od koder so vidni kraji, oddaljeni kar 60–70 km, v jasnih dneh pa je mogoče videti tudi mesto Rusape.
Zimbabve je v Afriki nenavaden, saj je tam veliko porušenih starodavnih in srednjeveških mest, zgrajenih v edinstvenem slogu suhozida. Med najbolj znanimi so ruševine Veliki Zimbabve v Masvingu. Druge ruševine so Khami, Dhlo-Dhlo in Naletale. Hribi Matobo so območje granitnih kop in gozdnatih dolin, ki se začnejo približno 35 km južno od Bulawaya v južnem Zimbabveju. Hribi so nastali pred več kot dvema milijardama let, ko je bil granit dvignjen na površje, nato pa erodiran, da so nastali gladki kitovi hrbti dvale in razbiti osamelci, posuti s skalami in prepredeni z goščavo rastlinja. Mzilikazi, ustanovitelj naroda Ndebele, je dal območju ime, kar pomeni Plešaste glave. Zaradi svojih starodavnih oblik in lokalnega živalstva so postali turistična atrakcija. Cecil Rhodes in drugi zgodnji beli kolonisti, kot je Leander Starr Jameson, so pokopani v teh gričih pri World's View.